# Salpeterkriget
Salpeterkriget eller stillahavskriget (spanska: Guerra del Pacífico) var ett krig 1879 till 1884, mellan Chile på ena sidan och Perus och Bolivias förenade styrkor på den andra. Kriget gällde vilket land som skulle kontrollera den viktiga salpetern, en mineral som var livsviktig för de tre länderna vid denna tid. Ett känt slag under kriget var sjöslaget vid Iquique 1879.
Kriget fick svåra följder framförallt för Bolivia, som förlorade både tillgången till salpeter och hela sin kustremsa till Chile. Peru tvingades lämna Tacna och Arica till Chile. De omstridda områdena har senare även visat sig rymma några av världens största kopparreserver. Trots att Chile expanderade norrut som ett resultat av salpeterkriget, fortsatte ifrågasättandet av rätten till territoriet av Peru och framförallt Bolivia under hela 1900-talet.

## Bakgrund
Chiles gränser var föremål för tvister under hela 1800-talet. Salpeterkriget började i kölvattnet av en internationell ekonomisk recession med bakgrund i resurser i avlägsna områden. I en överenskommelse 1866 mellan Chile och Bolivia delades det omtvistade området som omfattade Atacamaöknen vid 24 breddgraden sydlig latitud, strax söder om hamnstaden Antofagasta, som innebar att befolkningen i de båda länderna fritt kunde exploatera mineraltillgångarna i regionen. Båda länderna skulle dock dela alla vinster som kom av gruvaktiviteterna i regionen lika.
I överenskommelsen lovade Bolivia att inte höja skatterna för chilenska nitratföretag under de kommande 25 åren, men 1878 gjorde president Hilarión Daza Groselle en liten skattehöjning. Chile protesterade då chilenska entreprenörer och gruvägare i de nuvarande chilenska regionerna Tarapacá och Antofagasta, som då tillhörde Peru respektive Bolivia, motsatte sig nya skatter, bildandet av monopolföretag och andra belastningar. I dessa provinser ägdes och utvanns de största nitrattillgångarna, en viktig beståndsdel i gödsel och sprängämnen, av chilenare och européer, framförallt britter.
Chile ville inte bara förvärva nitratfälten, utan även försvaga Peru och Bolivia i syfte att stärka sin egen strategiska överlägsenhet på Stillahavskusten. Fientligheterna förvärrades på grund av olika uppfattningar om gränslinjerna som i öknen alltid hade varit diffusa. Chile och Bolivia anklagade varandra för att bryta mot 1866 års överenskommelse.

## Kriget
När Daza vägrade att dra tillbaka skattehöjningen satte Chile 14 februari 1879 in trupper och striderna började då chilenarna korsade den norra gränsen 1879. Bolivia och Peru förklarade krig 1 mars samma år men Bolivias trupper längs kusten besegrades lätt, delvis på grund av Dazas militära inkompetens. Daza avsattes efter ett folkligt uppror och försöken från den nye bolivianske presidenten, Narciso Campero Leyes, att rädda Peru misslyckades och de båda ländernas allierade arméer besegrades av Chile 1880. Efter att ha förlorat hela kustterritoriet drog sig Bolivia ur kriget och överlämnade 24 år senare officiellt kustterritoriet i överenskommelsen om fred och vänskap 1904.

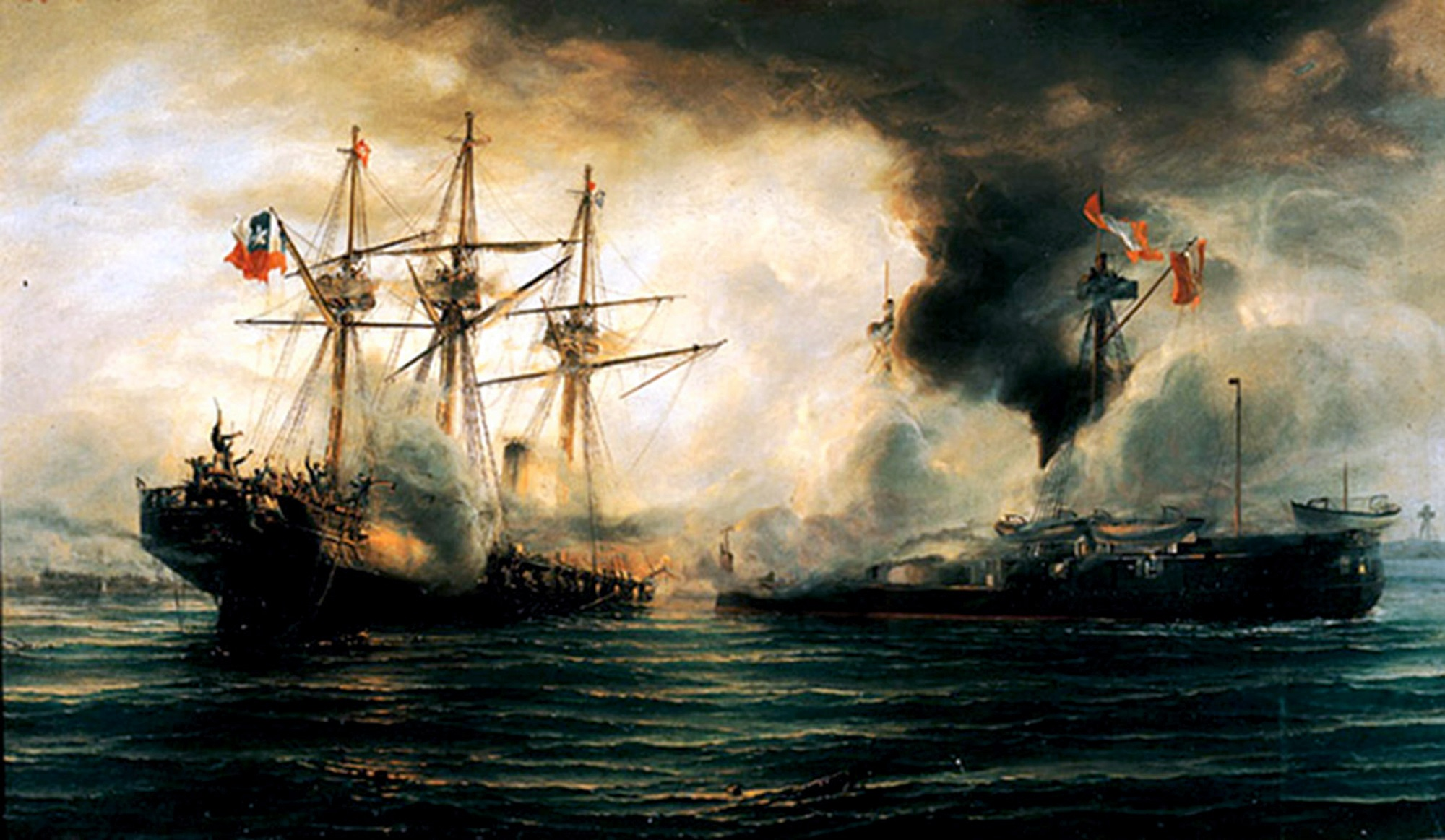
Sjöslaget vid Iquique.

Peru tvingades att gå in i kriget dåligt förberedda efter att den antimilitäriska regeringen under Manuel Pardo kraftigt hade skurit ner försvarsbudgeten. Perus första strid var sjöslaget vid Iquique där de förlorade ett av sina två stålbeklädda krigsfartyg. Fem månader senare förlorade de det andra i sjöslaget vid Angamos och gav Chile full kontroll som därefter kunde diktera utgången av kriget.
Trots att en gemensam försvarspakt sedan 1873 mellan de allierade Bolivia och Peru, var Chiles mer professionella och mindre politiserade militär överlägsna de svagare länderna på land och till sjöss. Vändpunkten i kriget var ockupationen av Lima 17 januari 1881.

## Följder av kriget
Efter att ha stridit mot peruaner och bolivianer i norr, vände den chilenska militären för att engagera araucanánerna i söder. Den slutliga segern över mapuchefolket 1882 öppnade den södra tredjedelen av det nationella territoriet för rika chilenare som snabbt förvärvade enorma egendomar. Några mapuches flydde över gränsen till Argentina medan armén bevakade de som stannade kvar i indianreservaten 1884, där de förblev i fattigdom i flera generationer framåt. Liksom i norra Chile blev dessa södra provinser lojala mot nationella reformistiska rörelser som var kritiska mot den ökande koncentrationen av makt och välfärd i Santiago de Chile.
Chile fick sin seger genom 1883 års överenskommelse i Ancón, som även avslutade den chilenska ockupationen av Lima.
Som ett resultat av överenskommelsen i Ancón förvärvade Chile de två nordliga provinserna Tarapacá och Antofagasta. Dessa territorier omfattade större delen av Atacamaöknen och stängde Bolivias kontakt med Stilla havet. Kriget gav Chile kontroll över nitratexporten som skulle dominera landets ekonomi fram till 1920-talet, ägandet över koppartillgångar som skulle överskugga nitratexporten under 1930-talet, stormaktsstatus längs Sydamerikas stillahavskust samt en bestående symbol för patriotisk stolthet i marinhjälten Arturo Prat Chacón.
Trots att peruanerna stred hårt mot de överlägsna chilenska styrkorna, med bland annat gerillakrig i bergen (Breñakampanjen) efter Limas fall 1881, tvingades de att skriva under fredsöverenskommelsen 1883 som sade att provinserna Tacna och Arica skulle vara i chilensk ägo i tio år, varefter en folkomröstning skulle hållas för att avgöra provinsernas öde. Efter flera fördröjningar kom länderna 1929 slutligen överens efter en medling av USA som resulterade i en kompromiss där Tacna återlämnades till Peru och Chile skulle behålla Arica.